# Golfo di Esquibel
Il golfo di Esquibel (Gulf of Esquibel) si trova nell'Arcipelago di Alessandro Arcipelago Alexander) nell'Alaska sud-orientale (Stati Uniti d'America).

## Etimologia
Il golfo è stato chiamato "Bahia de Esquibel" o "Esquibel Bay" da Francisco Antonio Maurelle, verso il 22 maggio 1779, in onore di Mariano Nunez de Esquivel, il medico-chirurgo della nave La Favorita.

## Geografia
Il golfo è posizionato a ovest della parte centrale dell'isola Principe di Galles (Prince of Wales Island) ed è circondato da varie isole indicate qui di seguito.

### Isole del golfo
Il golfo è limitato dalle seguenti isole maggiori:
- Isola di Heceta (Heceta Island)[4] 55°45′52″N 133°31′55″W - L'isola, larga circa 24 chilometri e con una elevazione di 847 metri, si trova tra il canale Bocas de Finas e la baia di Tonowek (Tonowek Bay) e limita a nord il golfo.
- Isola Principe di Galles (Prince of Wales Island)[5] 55°37′55″N 132°54′27″W - L'isola, lunga circa 217 chilometri e con una elevazione di oltre 300 metri, si trova tra la baia di Tonowek (Tonowek Bay) e il canale di San Christoval (San Christoval Channel) e limita ad est il golfo.
- Isola di San Fernando (San Fernando Island )[6] 55°30′51″N 133°21′25″W - L'isola si trova tra il canale di San Christoval (San Christoval Channel) e il canale di Portillo (Portillo Channel).
- Isola di Lulu (Lulu Island)[7] 55°28′19″N 133°30′03″W - L'isola si trova tra il canale di Portillo (Portillo Channel) e il canale di Saint Nicholas (Saint Nicholas Channel) e limita a sud il golfo.
- Isola di Noyes (Noyes Island)[8] 55°29′51″N 133°40′16″W - L'isola si trova tra il canale di Saint Nicholas (Saint Nicholas Channel) e il canale di Arriaga (Arriaga Passage).
- Arcipelago delle Maurelle (Maurelle Islands)[9] 55°39′03″N 133°38′13″W - L'arcipelago limita ad ovest il golfo ed è formato da una quindicina di isole maggiori e molte altre minori.

All'interno del golfo sono presenti le seguenti altre isole minori:
- Arcipelago di Harmony (Harmony Islands)[10] 55°42′58″N 133°24′36″W - L'arcipelago composto da una decina di isolotti si trova a poche centinaia di metri dall'isola Principe di Galles (Prince of Wales Island) a nord del golfo.
- Arcipelago di Culebra (Culebra Islands)[11] 55°40′01″N 133°26′15″W - L'arcipelago si trova a 1,5 chilometri dall'isola Principe di Galles (Prince of Wales Island) a nord del golfo.
- Isola di Saint Philip (Saint Philip Island)[12] 55°38′34″N 133°25′03″W - L'isola, lunga 2.3 chilometri, è distante 250 metri dall'isola Principe di Galles (Prince of Wales Island).
- Arcipelago di Blanquizal (Blanquizal Islands)[13] 55°37′06″N 133°23′25″W - L'arcipelago, lungo 1.3 chilometri, è quasi un prolungamento dell'isola Principe di Galles (Prince of Wales Island).
- Arcipelago di Hermagos (Hermagos Islands)[14] 55°34′21″N 133°25′36″W - L'arcipelago si trova a 450 metri a nord dell'isola di San Fernando (San Fernando Island ).
- Isola di Animas (Animas Island)[15] 55°32′18″N 133°27′31″W - L'isola, lunga 228 metri si trova a circa 100 metri dell'isola di San Fernando (San Fernando Island ) all'entrata del canale di Portillo (Portillo Channel).

### Insenature e altre masse d'acqua
Nel golfo sono presenti le seguenti principali insenature e masse d'acqua:
- Baia di Tonowek (Tonowek Bay)[16] 55°44′06″N 133°24′17″W - La baia, che limita a settentrione il golfo, collega a nord gli stretti di Tonowek (Tonowek Narrows) con il canale di Bocas De Finas di più a sud. Divide inoltre l'isola Heceta dall'isola Principe di Galles (Prince of Wales Island).
- Baia di Salt Lake (Salt Lake Bay)[17] 55°41′08″N 133°21′55″W - Si trova sul lato ovest dell'isola Principe di Galles (Prince of Wales Island).
- Canale di San Christoval (San Christoval Channel)[18] 55°35′08″N 133°20′54″W - Il canale collega la baia di San Alberto (San Alberto Bay) con il golfo di Esquibel. Il canale inoltre divide l'isola "Principe di Galles" dall'isola di San Fernando (San Fernando Island).
- Baie dell'Isola di San Fernando (San Fernando Island):
  - Baia di Aguirre (Aguirre Bay)[19] 55°32′51″N 133°26′44″W - La baia è ampia 1,1 chilometri e a sud è delimitata dall'isola Animas (Animas Island).
  - Baia di Garcia (Garcia Cove)[20] 55°33′29″N 133°25′42″W - La baia è ampia 1,3 chilometri e si trova di fronte all'isola Hermagos (Hermagos Island).
- Canale di Portillo (Portillo Channel)[21] 55°29′35″N 133°25′29″W - Il canale divide a ovest l'isola di San Fernando (San Fernando Island) dall'isola di Lulu (Lulu Island) e collega il canale di Ursua con il golfo di Esquibel posto a nord dell'isola.
- Canale di Saint Nicholas (Saint Nicholas Channel)[22] 55°29′46″N 133°34′52″W - Il canale divide l'isola Noyes (Noyes Island) dall'isola di Lulu (Lulu Island).
- Canale di Arriaga (Arriaga Passage)[23] 55°34′03″N 133°39′55″W - Il canale, lungo 8 chilometri, divide l'isola Noyes dall'isola Saint Joseph (Saint Joseph Island).
- Canale di Launch (Launch Passage)[24] 55°39′00″N 133°33′19″W - Il canale è uno stretto passaggio, interno all'arcipelago delle Maurelle (Maurelle Islands), tra l'isola di Anguilla (Anguilla Island) e l'isola di Esquibel (Esquibel Island) verso il golfo di Esquibel.
- Canale di Bocas De Finas (Bocas De Finas)[25] 55°42′00″N 133°34′56″W - Il canale divide l'arcipelago delle Maurelle (Maurelle Islands) dall'isola di Heceta e segna la parte più settentrionale delle Maurelle; collega inoltre il golfo con la Baia di Iphigenia (Iphigenia Bay).

### Promontori del golfo
Sul golfo si affacciano i seguenti promontori:
- Isola di Heceta (Heceta Island):
  - Promontorio di Bay (Bay Point)[26] 55°42′20″N 133°29′30″W - L'elevazione del promontorio, che si trova a nord del golfo di Esquibel, è di 7 metri.
  - Promontorio di Desconocida (Point Desconocida)[27] 55°41′41″N 133°31′49″W - L'elevazione del promontorio, che si trova all'entrata sud del canale di Bocas De Finas (Bocas De Finas), è di 81 metri.
- Isola Principe di Galles (Prince of Wales Island):
  - Promontorio di Blanquizal (Blanquizal Point)[28] 55°37′15″N 133°23′28″W - Il promontorio si trova di fronte alle isole di Blanquizal (Blanquizal Islands).
  - Promontorio di Bobs (Bobs Point)[29] 55°37′00″N 133°23′51″W - Il promontorio, con una elevazione di 53 metri, si trova nell'arcipelago delle isole di Blanquizal (Blanquizal Islands).
- Isola di San Fernando (San Fernando Island):
  - Promontorio di Animas (Point Animas)[30] 55°31′59″N 133°27′05″W - L'elevazione del promontorio, che si trova all'entrata settentrionale del canale di Portillo (Portillo Channel) di fronte all'isola di Animas, è di 25 metri.
  - Promontorio di Aguirre (Point Aguirre)[31] 55°33′18″N 133°26′37″W - L'elevazione del promontorio è di 29 metri.
  - Promontorio di Garcia (Point Garcia)[32] 55°33′36″N 133°26′23″W - L'elevazione del promontorio è di 2 metri.
  - Promontorio di Santa Rosalia (Point Santa Rosalia)[33] 55°34′09″N 133°24′42″W - L'elevazione del promontorio è di 7 metri.
- Isola di Lulu (Lulu Island):
  - Promontorio di Santa Gertrudis (Point Santa Gertrudis)[34] 55°31′43″N 133°31′15″W - L'elevazione del promontorio è di 7 metri e si trova all'estremo nord dell'isola.
- Isola di Noyes (Noyes Island):
  - Promontorio Incarnation (Point Incarnation)[35] 55°33′11″N 133°37′12″W - Il promontorio si trova all'entrata est della baia di Steamboat (Steamboat Bay ).